# Kloster Mariental (Kirbachhof)
Das Kloster Mariental war von 1443 bis 1543 ein Kloster der Zisterzienserinnen in Kirbachhof, Ochsenbach, Stadt Sachsenheim im Landkreis Ludwigsburg in Baden-Württemberg.

## Geschichte
Das Kloster Mariental in Frauenzimmern gab 1443 diesen Standort auf und wechselte aus wirtschaftlichen Gründen sechs Kilometer südwestlich in das Kirbachtal zwischen Ochsenbach und Häfnerhaslach nach Kirchbachhof (später: Kirbachhof), wo vorher eine Propstei des Klosters Odenheim angesiedelt war. Dort stand der Konvent unter der Aufsicht des (relativ fernen) Klosters Bebenhausen, während für das 6 km südöstlich Kirbachhof gelegene Zisterzienserinnenkloster Rechentshofen das Kloster Maulbronn (von Kirbachhof nur 10 km entfernt) aufsichtsführend war. Da die wirtschaftliche Gesundung auch in Kirbachhof ausblieb, kam es 1553 zur Auflösung des (nur noch von zwei Nonnen bewohnten) Klosters und 1566 zum Abriss der Kirche. Der heute ansässige Landwirtschaftsbetrieb nutzt teilweise ehemalige Klosterbauten.

### Handbuchliteratur
- Laurent Henri Cottineau: Répertoire topo-bibliographique des abbayes et prieurés. Bd. 1. Protat, Mâcon 1939–1970. Nachdruck: Brepols, Turnhout 1995. Spalte 1520 (Kirchbach).
- Gereon Christoph Maria Becking: Zisterzienserklöster in Europa, Kartensammlung. Lukas Verlag, Berlin 2000, ISBN 3-931836-44-4, S. 64 B.
- Bernard Peugniez: Guide Routier de l’Europe Cistercienne. Editions du Signe, Straßburg 2012, S. 515.
- Peter Pfister: Klosterführer aller Zisterzienserklöster im deutschsprachigen Raum. 2. Auflage, Kunstverlag Josef Fink, Lindenberg 1998, S. 73 (mit Literatur).